# Бречајо (Кјети)
Бречајо (итал. Brecciaio) је насеље у Италији у округу Кјети, региону Абруцо.
Према процени из 2011. у насељу је живело 230 становника. Насеље се налази на надморској висини од 75 м.